# Andrzej Piaseczny
Andrzej Tomasz Piaseczny, né le 6 janvier 1971 à Pionki, est un chanteur polonais.

## Biographie
En 2001, Andrzej Piaseczny représente la Pologne au Concours Eurovision de la chanson à Copenhague, où il termine à la 20e place.
Il fait partie du jury de l'émission The Voice of Poland lors des saisons 1, 6, 7 et 8.

## Albums
- Mafia (1993) - Avec le groupe Mafia
- Gabinety (1995) - Avec le groupe Mafia -  1 × Or en Pologne
- Sax & Sex (1995) - Avec Robert Chojnacki -  2 × Platine en Pologne
- FM (1996) - Avec le groupe Mafia -  1 × Or en Pologne
- Sax & Dance (1996) - Avec Robert Chojnacki
- Piasek (1998) -  1 × Or en Pologne
- Popers (2000)
- Andrzej Piaseczny (2003)
- Jednym tchem  (2005) -  1 × Platine en Pologne
- Saxophonic (2006) - Avec Robert Chojnacki
- 15 dni (2008) -  1 × Platine en Pologne
- Spis rzeczy ulubionych (2009) -  2 × Platine en Pologne
- Na przekór nowym czasom - live (2009) - Avec Seweryn Krajewski  -  2 × Platine en Pologne
- W blasku światła (2011) - avec Stanisław Sojka
- To co dobre (2012) -  1 × Platine en Pologne
- Zimowe piosenki (2012) - Avec Seweryn Krajewski

## Récompenses et distinctions
- Prix Fryderyk: chanteur de l'année 1996
- Superjedynki: chanteur de l'année 2009